# 咲乃月音
咲乃 月音（さくの つきね、1967年2月23日 – ）は、日本の小説家。大阪府生まれ。京都外国語大学英米語学科卒業。
プーケット在住。家族はアメリカ人の夫と二女。

## 経歴
1994年、大阪で五年間勤務した外資系金融会社の香港支店に異動。勤務のかたわらで2005年より執筆活動を開始。
2007年、咲乃月音のペンネームで執筆した『オカンの嫁入り』が宝島社主催、第3回日本ラブストーリー大賞 ニフティ/ココログ賞を受賞し、作家としてデビュー。同作は翌2008年に書籍化され、2010年に宮﨑あおい、大竹しのぶのダブル主演により映画化、また同年、佐藤アツヒロ主演により舞台化もされ、30万部を売り上げるベストセラーとなった。
私生活では、2006年9月にアメリカ人の夫と結婚。2010年11月に長女を、2014年1月に次女を出産。
2015年6月16日放送のTBS系『世界の日本人妻は見た!』に香港の日本人妻・ヨシホ（本名）として出演し、その生活ぶりを披露している。　
2017年、香港からバンコクに移住。
2018年、Unlimited toneの楽曲『トリマ』に咲乃の名前で作詞。
2020年、バンコクからプーケットに転居、現在にいたる。

## 受賞歴
- オカンの嫁入り　第3回日本ラブストーリー大賞 ニフティ/ココログ賞

## 作品

### 長編小説
- オカンの嫁入り （2008年 宝島社、ISBN 978-4-7966-6333-5） - ココログ小説連載のオンライン小説の書籍化（書籍化にあたり改訂）
- さくら色 オカンの嫁入り （2009年 宝島社文庫、ISBN 978-4-7966-7346-4） - 単行本の文庫化（文庫化にあたり改訂・改題）
- ぼくのかみさん （2010年 宝島社、ISBN 978-4-7966-7585-7）
- ゆうやけ色 オカンの嫁入り・その後 （2010年 宝島社文庫、ISBN 978-4-7966-7889-6）
- うさぎのたまご （2012年 宝島社、ISBN 978-4-7966-9657-9）
- 僕のダンナさん（2012年、宝島社文庫、ISBN 978-4-8002-0100-3） - 『ぼくのかみさん』の文庫化（文庫化にあたり改訂・改題）
- オカンと六ちゃん（2013年、宝島社文庫、ISBN 978-4-8002-1127-9） - 『うさぎのたまご』の文庫化（文庫化にあたり改訂・改題）
- ジョニーのラブレター（2014年、宝島社文庫、ISBN 978-4-8002-1537-6）
- 私たちのおやつの時間（2024年、宝島社文庫、ISBN978-4-299-05969-7）

### 短編小説
- 5分で読める! ひと駅ストーリー 降車編（2012年、宝島社文庫、ISBN 978-4-8002-0086-0） - 『がたんごとん』収録
- 5分で読める! ひと駅ストーリー 夏の記憶 東口編（2013年、宝島社文庫、ISBN 978-4-8002-1042-5） - 『ひまわりの朝』収録
- LOVE & TRIP by LESPORTSAC（2013年、宝島社文庫、ISBN 978-4-8002-1192-7） - 『お月さんを探して』収録
- 5分で読める! ひと駅ストーリー 冬の記憶 西口編（2013年、宝島社文庫、ISBN 978-4-8002-1822-3） - 『クリスマスローズ』収録
- 5分で読める! ひと駅ストーリー 本の物語（2014年、宝島社文庫、ISBN 978-4-8002-2992-2） - 『BOOKSTORE』収録
- 5分で泣ける! 胸がいっぱいになる物語（2015年、宝島社文庫、ISBN 978-4-8002-3920-4） - 『クリスマスローズ』『がたんごとん』収録
- 5分で読める! ひと駅ストーリー 食の話（2015年、宝島社文庫、ISBN 978-4-8002-4387-4） - 『おさらば食堂』収録
- ３分で読める！眠れない夜に読む心ほぐれる物語（2021年、宝島社文庫ISBN ISBN 978-4-299-01687-4) - 『あぶらうんけんそわか』収録
- ３分で読める！ティータイムに読むおやつの物語（2023年、宝島社文庫ISB 978-4-299-04004-6) - 『ガジャルハルワ』収録

### 楽曲
- Unlimited tone 『トリマ』2018年11月28日　作曲　Luz

## 出演

### テレビ
- 世界の日本人妻は見た!（2015年6月16日、MBS）